# 田中伸 (国文学者)
田中 伸（たなか しん、1920年8月23日 - 1991年2月8日）は、日本の国文学者。近世文学専攻。

## 経歴
北海道生まれ。1942年二松学舎専門学校卒、1946年早稲田大学文学部国文科卒。49年同大学院修了。日本女子経済短期大学（のち嘉悦大学短期大学部）助教授、二松學舍大学文学部助教授、教授。定年直前に死去。

## 著書
- 『庶民の文化 江戸文化と歴史への道標』富士書院 富士新書 1967
- 『仮名草子の研究』桜楓社 1974
- 『近世小説論攷』桜楓社 1985

### 校注・共編
- 『叢刊日本文学における美と情念の流れ』全5巻 大久保典夫、森本和夫、笠原伸夫共編 校注・解題: 田中伸,山田清市 現代思潮社 1972-73
- 如儡子『可笑記大成 影印・校異・研究』深沢秋男,小川武彦共編著 笠間書院 1974
- 『資料日本文学史 近世篇』青山忠一,萩原恭男共編 桜楓社 1976

## 注
1. ↑  『「現代物故者事典」総索引 : 昭和元年～平成23年 2 (学術・文芸・芸術篇)』日外アソシエーツ株式会社、2012年、674頁。
2. ↑  『人物物故大年表』
3. ↑  『近世小説論攷』著者紹介